# William Duggan
William Bernard Tynan „Willie” Duggan (ur. 4 grudnia 1925 w Dublinie, zm. 4 kwietnia 2014 tamże) – irlandzki pięściarz, uczestnik Igrzysk Olimpijskich w 1952 w Helsinkach. Na igrzyskach wziął udział w turnieju w wadze średniej, w pierwszej walce przegrał przez dyskwalifikację z reprezentantem Rumunii Vasile Tiță.